# Szesnaście Królestw
Szesnaście Królestw (chiń. upr. 十六国; chiń. trad. 十六國; pinyin Shíliù guó; Wade-Giles Shih-liu-kuo) – epoka historii Chin trwająca od roku 304 do 439, w trakcie której ich część północna była podzielona na rywalizujące ze sobą krótkotrwałe państwa, rządzone niemal wyłącznie przez dynastie obcego pochodzenia.

## Ogólna charakterystyka okresu

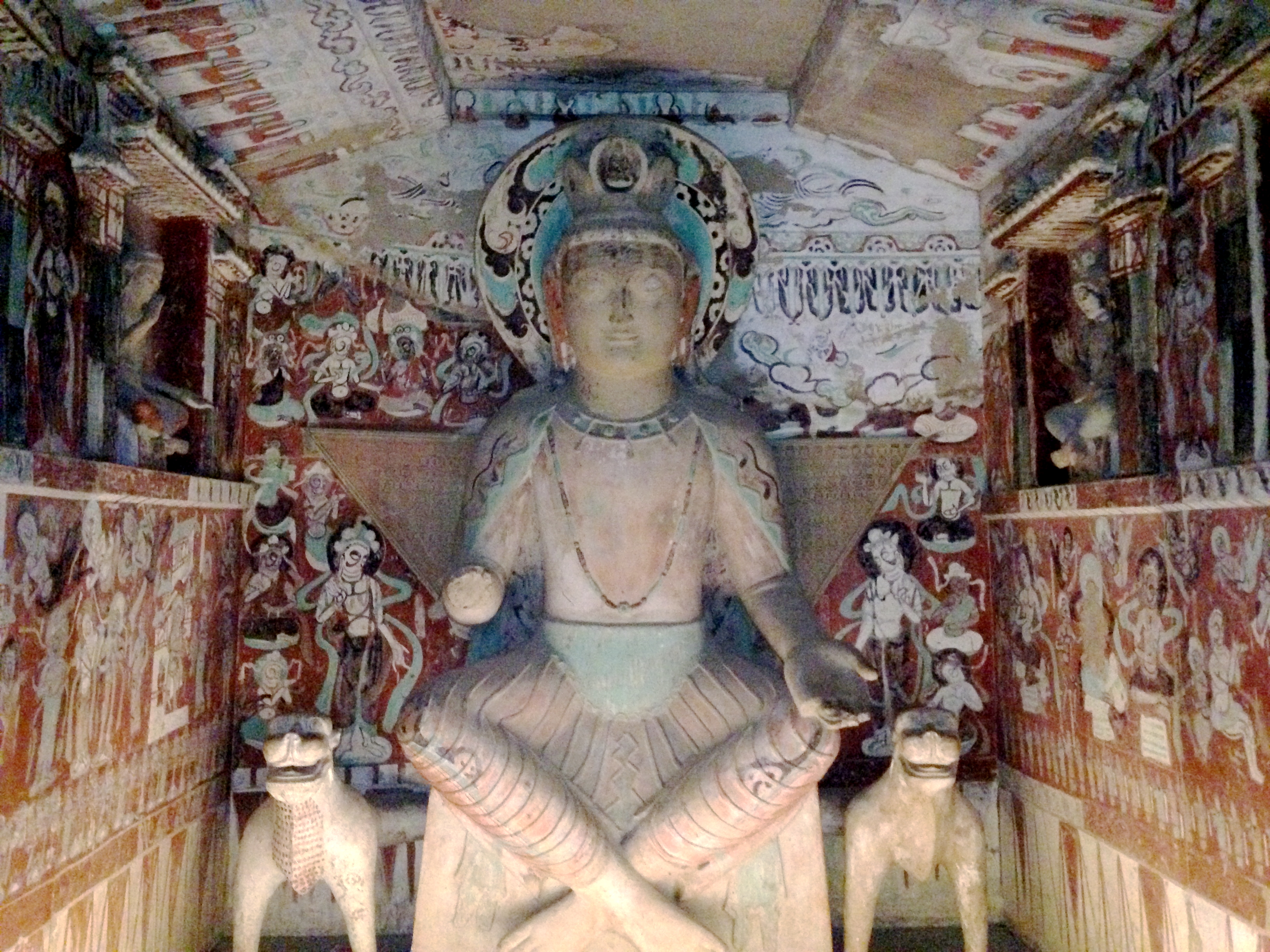
Grota nr 275 w Jaskiniach Mogao powstała w czasach Północnego Liang

Nazwa okresu pochodzi od dzieła „Kronika Wiosen i Jesieni Szesnastu Królestw” autorstwa Cui Honga (zm. 525), jednego z głównych źródeł do historii epoki. W rzeczywistości w epoce Szesnastu Królestw w północnych Chinach było o wiele więcej państw deklarujących swoją niezależność – Piero Corradini doliczył się ich aż 41. Zdecydowana większość z nich została założona przez ludy obcego pochodzenia, od czasów Cui Honga nazywane Wu Hu (五胡) – „Pięciu Barbarzyńców”. Do Wu Hu zaliczano Xiongnu, Xianbei, Di, Qiang i Jie.
Upadek dynastii Han zapoczątkował okres rozbicia; chwilowe zjednoczenie osiągnięte przez dynastię Jin okazało się nietrwałe, wobec słabości militarnej państwa. Północ Chin została podzielona na stosunkowo niewielkie i niestabilne organizmy polityczne, których elity rządzące w większości były niechińskie i wywodziły się z nomadów stepu.
Podstawą tych państw była siła militarna ich przywódcy, która gwarantowała łup jego armii, co jednak nie zapewniało długotrwałej stabilności: przegrana na polu bitwy, czy brak równie silnego następcy zazwyczaj powodowały zapaść państwa. Większości przywódców nie udało się przekształcić lojalności personalnej w lojalność wobec dynastii. Brak identyfikacji z państwem, więzów etnicznych czy religijnych, przyczyniały się do niestabilności. 
Więzami etnicznymi charakteryzowały się cztery państwa z północnego wschodu, zajmujące dzisiejszą południową Mandżurię i północne Hebei, założone przez półosiadłe plemię Murong należące do Xianbei; dzięki mieszanej gospodarce przyswoili oni chińskie sposoby zarządzania, zachowując siłę uderzeniową koczowniczej kawalerii (tym samym tworząc model, który wykorzystywać będą wieki później np. państwa Liao czy Jin). Częściowo rolnicza baza ekonomiczna i więzi etniczne sprawiły, że państwa te (Wcześniejsze, Późniejsze, Północne i Południowe Yan) były relatywnie stabilne. Podobnie, relatywną stabilność, mimo sukcesji kolejnych państewek, zapewniały państwa Liang (Wcześniejsze, Późniejsze, Północne, Zachodnie i Południowe) w Korytarzu Gansu.
Dla wszystkich państw ówczesnych północnych Chin charakterystyczny był administracyjny podział między rządzącą elitą koczowników a podporządkowanymi Chińczykami Han, co doprowadziło do stworzenia podwójnej struktury administracyjnej (jako pierwsze wprowadziło ten system państwo Han Zhao w 314). Wojny spowodowały wyludnienie północnych Chin do tego stopnia, że nie zasoby naturalne i terytorium, a zasoby ludzkie najbardziej ograniczały możliwości państw. Spowodowało to częste przesiedlenia ludności, a przymusowe migracje były elementem zakładania nowego organizmu państwowego.
Kolejnym zjawiskiem typowym dla tego okresu było powstanie wielkiej liczby zamkniętych, samowystarczalnych, niewielkich społeczności, zwłaszcza mieszkających w naturalnie obronnych miejscach, skoncentrowanych wokół lokalnego fortu czy twierdzy, które zapewniały im ochronę przed przemieszczającymi się armiami najeźdźców. Społeczności te w ogóle, lub słabo włączone były w większe struktury społeczno-państwowe, choć czasem ich przywódcy otrzymywali stopnie urzędnicze i byli zatwierdzani jako lokalni rządcy przez aktualną dynastię.

## Historia

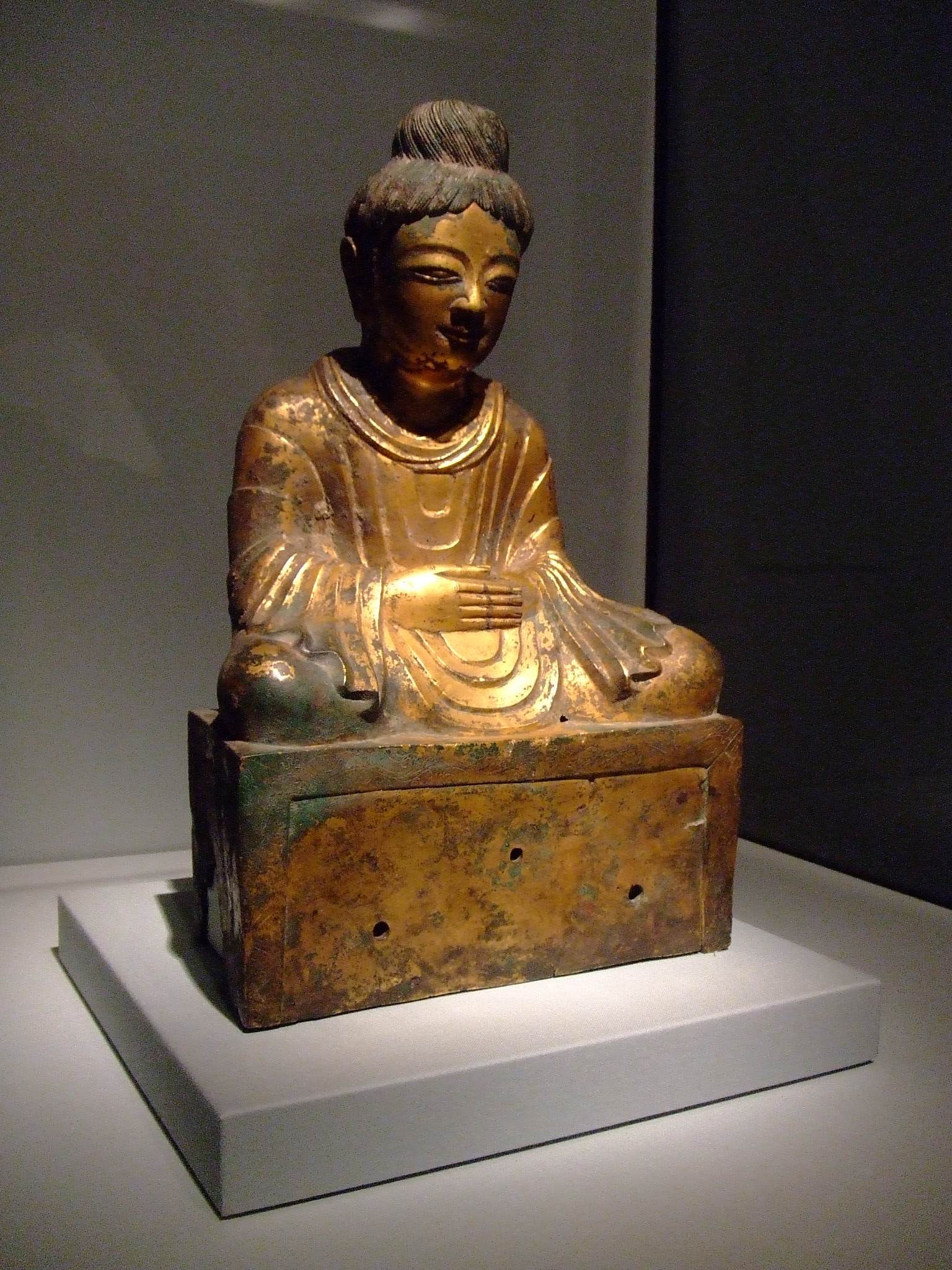
Statua Buddy z roku 338, powstała na terenie Późniejszego Zhao, jest najstarszą znaną datowaną rzeźbą Buddy z Chin. Pozłacany brąz. Zbiory Asian Art Museum w San Francisco

Początek epoki Szesnastu Królestw wiąże się z walkami jakie na przełomie III i IV wieku wybuchły w łonie dynastii Jin, tradycyjnie znanymi jako Rebelia Ośmiu Książąt. Panujący ówcześnie cesarz Sima Zhong (291–307) był upośledzony umysłowo i faktyczną władzę w państwie sprawowała cesarzowa Jia Nanfeng wraz ze swoim rodem. Chcąc utrzymać władzę Jia w roku 297 zabiła ona dwudziestoletniego następcę tronu Sima Yu, co wywołało bunt członków rodu cesarskiego. W roku 300 jego senior, Sima Lun (301), zdobył Luoyang i zabił członków frakcji Jia, by w następnym roku wymusić abdykację Sima Zhonga i ogłosić się cesarzem. Jego władza była jednak niepopularna i wkrótce został on obalony przez innych członków swojego rodu, którzy zmusili go do samobójstwa i przywrócili nominalne panowanie Sima Zhonga. Nie oznaczało to jednak końca walk wewnątrz dynastii, które ostatecznie zakończyły się dopiero w roku 306 zwycięstwem Sima Yue, księcia Donghai (Donghai Wang). Skutkiem Rebelii Ośmiu Książąt było całkowite wyczerpanie zasobów dynastii Jin, co niezwłocznie zostało wykorzystane przez obce ludy mieszkające w Chinach i poza ich granicami. Jeden z dowódców Rebelii Ośmiu Książąt, Wang Jun, nie wahał się w roku 304 wezwać na pomoc posiłków Wuhuan i Xianbei, zaś w odpowiedzi walczący z nim Sima Ying uwolnił będącego zakładnikiem członka rodu panującego Xiongnu Liu Yuana (304–310), w nadziei że ten sprowadzi swoich ludzi z odsieczą. Kiedy Liu Yuan zebrał swoją armię Sima Ying jednak już nie żył i w rezultacie wykorzystał on sytuację do proklamowania się królem (Wang), a następnie w roku 308 cesarzem Han. Jako członek rodu panującego Xiongnu, za który niegdyś wydawano księżniczki z dynastii Han, uważał się on bowiem za jej uprawnionego dziedzica. W ten sposób rozpoczęło swoje istnienie państwo Han Zhao (304–329), co wraz z powstaniem w tym samym roku 304 w wyniku buntu w Syczuanie państwa Cheng Han (304–347) jest uznawane za początek epoki Szesnastu Królestw .
Kiedy Liu Yuan zmarł w 310 roku władzę po nim przejął jego syn Liu Cong (310–316), który kontynuował ofensywę w północnych Chinach rozpoczętą przez ojca. Na początku 311 roku zmarł Sima Yue i rząd Jin uległ destabilizacji. Wykorzystując ten moment 13 lipca 311 roku dowódca Liu Conga Shi Le zdobył Luoyang i wziął do niewoli cesarza Sima Zhi (307–313). W wyniku tej katastrofy rząd centralny Jin właściwie przestał istnieć. Na zachodzie także Chang’an (dzis. Xi’an) został zajęty przez Xiongnu, jednak został odbity przez wojska lojalistów wspierane przez posiłki Qiangów i Di. Następcą tronu został mianowany 11-letni kuzyn Sima Zhi, Sima Ye (313–316) i kiedy Sima Zhi w roku 313 został zabity w niewoli Sima Ye objął tron cesarski. Chang’an bronił się przez następne trzy lata by pod koniec roku 316 wpaść w końcu w ręce Liu Conga wraz z nowym cesarzem. Był to koniec tzw. Zachodniej dynastii Jin (265–316), która odrodziła się na południu jako Wschodnia dynastia Jin (318–420), kiedy rządzący Jiankangiem (dzis. Nankin) Sima Rui (318–323) odparł ataki Xiongnu i w roku 318 ogłosił się cesarzem. Następca Liu Conga Liu Can (317) został zabity przez swojego ministra Jin Zhuna, który proklamował się królem Han, jednak szybko został obalony przez dalekiego kuzyna Liu Yuana, Liu Yao (319–329). Liu Yao przeniósł stolicę państwa z Pingyangu (dzis. Linfen) do Chang’anu i zmienił jego nazwę z Han na Zhao. Kiedy Liu Yao wstąpił na tron zerwał z nim najważniejszy dowódca Xiongnu, Shi Le (319–333), który na wschód od Huang He utworzył własne państwo, Późniejsze Zhao (319–351). W roku 329 Shi Le ostatecznie podbił państwo Liu Yao i rok później przyjął tytuł cesarza. Następcą Shi Le był jego syn Shi Hong (334), który jednak szybko został obalony przez swojego kuzyna, Shi Hu (335–349). Już za życia Shi Hu doszło do walk pomiędzy jego synami, które wybuchły także kiedy po jego śmierci władzę przejął jego syn Shi Shi (350). Ten stan anarchii wykorzystał adoptowany syn Shi Hu, Chińczyk Ran Min, który w roku 351 zabił ostatniego władcę Późniejszego Zhao, Shi Zhi (351). Przed swoją śmiercią Shi Zhi wezwał jednak na pomoc władcę Wcześniejszego Yan (337–370), Murong Juna (349–360), który w roku 352 pokonał i zabił Ran Mina .
Wcześniejsze Yan zostało założone przez ród Murong, należący do Xianbei, który w połowie III wieku rozpoczął budowanie swojego państwa na terenie dzisiejszej Mandżurii. Podczas niemal półwiecznego panowania Murong Hui (285–333) udało mu się przyciągnąć do siebie wielu Chińczyków uciekających przed toczącą się wojną i utworzyć państwo o charakterze „mieszanym”, korzystające zarówno z produktów rolnych, rzemieślników, urzędników oraz piechoty i maszyn oblężniczych dostarczanych przez ludność osiadłą, jak i wytworów hodowli oraz kawalerii koczowników. Korzystając z tych zasobów kolejni władcy Murong konsekwentnie poszerzali swoje terytorium i w roku 337 Murong Huang (333–348) ogłosił się „Królem Yan” (Yan Wang), a Murong Jun po pokonaniu Ran Mina i zajęciu terytoriów aż po Huang He w roku 353 ogłosił się cesarzem. Zachodnią część dawnych terytoriów Późniejszego Zhao zajęło nowe państwo, Wcześniejsze Qin (350–394), założone przez lud Di, które rychło znalazło się w konflikcie ze Wschodnią dynastią Jin. Trudną w pierwszych latach istnienia sytuację Wcześniejszego Qin opanował Fu Jian (357–385). Potęga Wcześniejszego Yan trwała dopóki żył jego głównodowodzący Murong Ke (zm. 367), któremu udało się przesunąć granice państwa dalej na południe, tak że obejmowały one dzisiejszą prowincję Szantung. W roku 369 sprawujący faktyczną kontrolę nad dynastią Jin Huan Wen zaatakował Wcześniejsze Yan, a to wezwało na pomoc wojska Wcześniejszego Qin. Sojusznicy zmusili Huan Wena do odwrotu, ale po jego odejściu zwrócili się przeciwko sobie. W roku 370 armia Fu Jiana zdobyła stolicę Wcześniejszego Yan biorąc do niewoli cesarza Murong Weia (360–370) i tym samym niszcząc jego państwo .

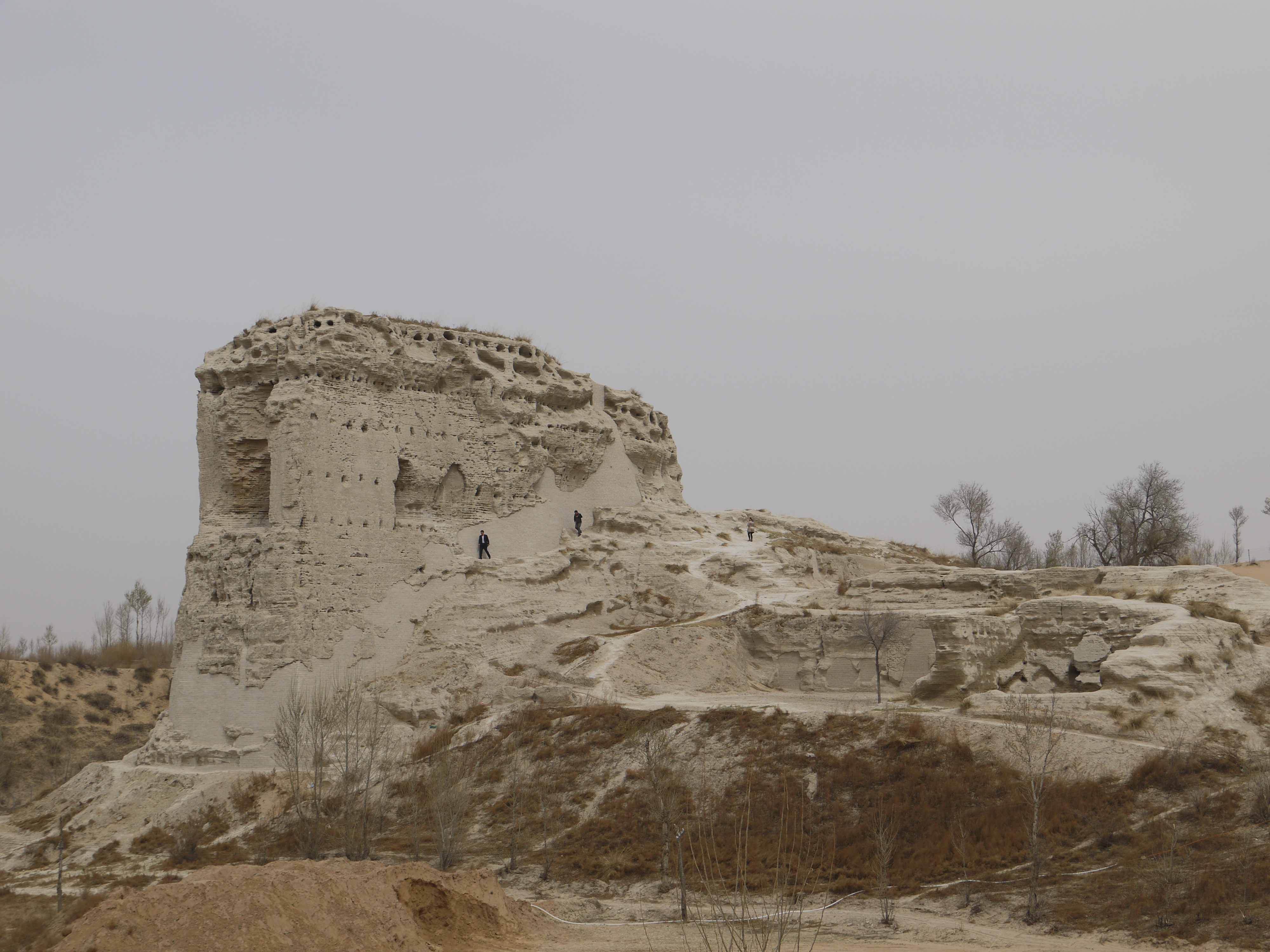
Ruiny Tongwancheng, stolicy państwa Xia założonego przez Xiongnu

Wcześniejsze Qin stało się teraz najpotężniejszym państwem północnych Chin. W roku 373 zdobyło ono Syczuan na dynastii Jin, a w roku 376 dokończyło dzieła jednoczenia Północy wraz z podbojem położonego na terenie dzisiejszego Gansu Wcześniejszego Liang (314–376), którego chińscy władcy pozostawali lojalni wobec dynastii Jin, oraz zajmującego północne Shanxi Dai (338–376), założonego przez należący do Xianbei lud Tuoba. Celem Fu Jiana stało się teraz podbicie dynastii Jin i tym samym opanowanie całych Chin. W roku 379 armie Wcześniejszego Jin dotarły pod mury Jiankangu, ostatecznie musiały się jednak wycofać z ciężkimi stratami. Szeroko zakrojoną inwazję Jin Fu Jian podjął w roku 383, zakończyła się ona jednak katastrofalną klęską w bitwie nad rzeką Fei. Po tej porażce poszczególne ludy, które wchodziły w skład Wcześniejszego Qin, podniosły bunt. Murong Chui (386–396) na terytoriach dawnego Wcześniejszego Yan założył Późniejsze Yan (386–407), zaś inny odłam Murong ustanowił Zachodnie Yan (384–394) na terenie dzisiejszego południowego Shanxi i obległ Fu Jiana w jego stolicy, Chang’anie. Fu zdołał uciec przed upadkiem miasta, jednak w roku 385 został zabity przez wodza Qiangów Yao Changa (386–394), który na terenie Guanzhongu założył Późniejsze Qin (386–417). Władzę Qiangów w tym regionie skonsolidował następca Yao Changa, Yao Xing (394–416), który zabił ostatniego władcę Wcześniejszego Qin w roku 394. Tuoba odzyskali swoje tereny w północnym Shanxi, gdzie ustanowili Północną dynastię Wei (386–535), zaś należący do innego odłamu Xianbei Qifu Guoren (385–388) założył Zachodnie Qin (385–431) w dzisiejszym Gansu. Na zachód od niego wysłany przez Fu Jiana na podbój państw w basenie Tarymu Lü Guang (386–399) założył Późniejsze Liang (386–405). W rezultacie po rozpadzie Wcześniejszego Qin „północ była bardziej politycznie podzielona niż w jakimkolwiek momencie po upadku Zachodniej dynastii Jin”.
Początkowo najpotężniejszym z państw sukcesyjnych po Wcześniejszym Qin było Późniejsze Yan, jednak jego potęga uległa zachwianiu wraz ze śmiercią Murong Chui w roku 396 i przejęciem rządów przez jego nieudolnych następców. To osłabienie Późniejszego Yan wykorzystał Tuoba Gui (386–409) z Północnej dynastii Wei, który w latach 397–398 zajął kluczowe terytoria tego państwa, włącznie z jego stolicą. Tuoba wykorzystali swoje dające dostęp do stepu położenie i zapewnili sobie posiadanie kawalerii dającej militarną przewagę nad innymi państwami północnych Chin. Jednocześnie po pokonaniu Północnego Yan Tuoba Gui nie rozdzielił zdobytego terytorium pomiędzy poszczególne plemiona, lecz oddał go w zarząd chińskich urzędników, zaś Xianbei z nowo podbitych terytoriów przeorganizował w osiem nowych plemion, których członków osiedlił wokół nowej stolicy. W ten sposób „przez pozbawienie władzy ich tradycyjnych przywódców, zmuszenie ich do porzucenia koczownictwa i uczynienie ich w kwestii dochodu zależnymi od państwa Daowu przekształcił koczownicze armie plemienne w dziedziczną, przywiązaną do państwa klasę wojskową. Stąd przeniósł on lojalność z osoby wodza na instytucję dynastii”. Po śmierci Tuoba Gui ekspansja Północnego Wei uległa chwilowemu zatrzymaniu, m.in. z powodu konieczności walki z nowo powstałą na stepie konfederacją Rouran. Kiedy w latach 409–410 i 416–417 Liu Yu, faktycznie rządzący Jin, zniszczył odpowiednio Południowe Yan (398–410) i Późniejsze Qin, rządzący Wei Mingyuandi (409–423) nie interweniował, mimo że Qin prosiło o pomoc. Następca Mingyuandi, cesarz Taiwu (423–452), po pokonaniu w roku 429 Rouranów przystąpił do podboju północy. W roku 423 Tuoba zajęli zdobyty w roku 417 przez Liu Yu Luoyang, a w roku 426 Chang’an (dzis. Xi’an), w roku 430–431 odparli zaś inwazję Liu Song (420–479) mającą na celu odbicie tych terenów. Najważniejszym przeciwnikiem Wei w północnych Chinach było założone przez Xiongnu Xia (z ośrodkiem w dzisiejszym Shaanxi), które zaabsorbowało wiele terytoriów zajętych niegdyś przez Późniejsze i Zachodnie Qin. Taiwudi podbił Xia w roku 431, zaś w roku 436 zniszczył będące spadkobiercą Późniejszego Yan Północne Yan (407–436). W roku 439 podbił założone przez zbuntowanych wobec Późniejszego Liang Xiongnu Północne Liang (397–439) i tym samym dzieło jednoczenia północnych Chin zostało spełnione, a epoka Szesnastu Królestw dobiegła końca.

## Mapy

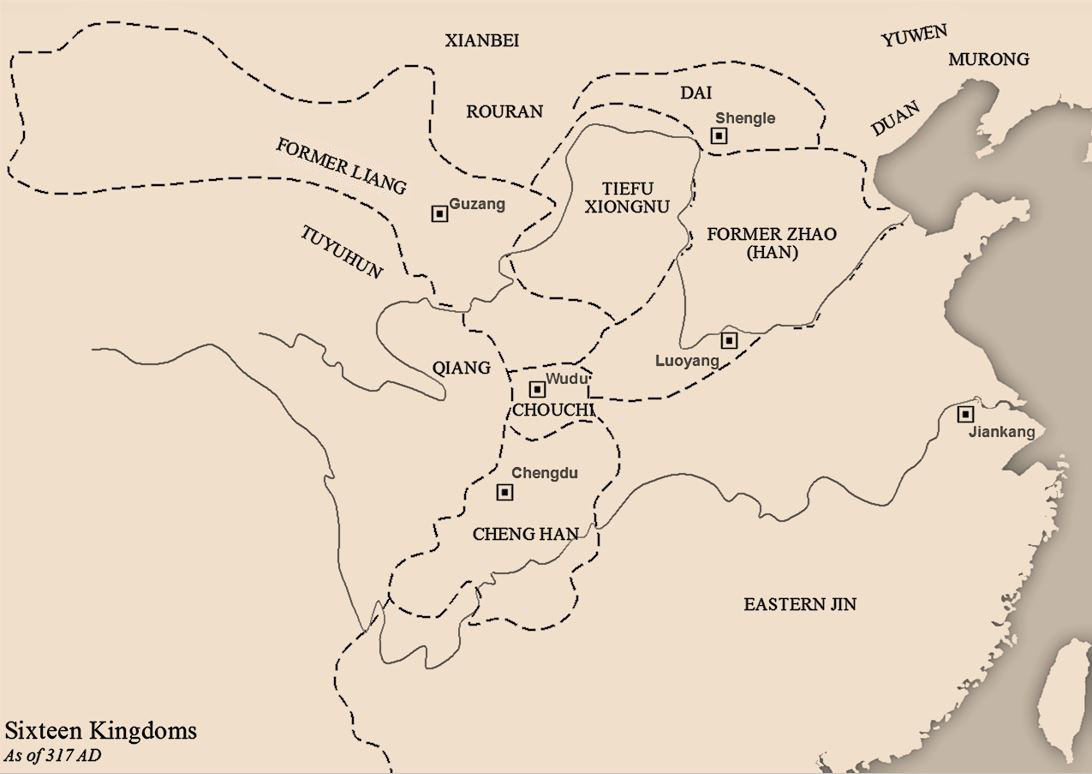
AD 317
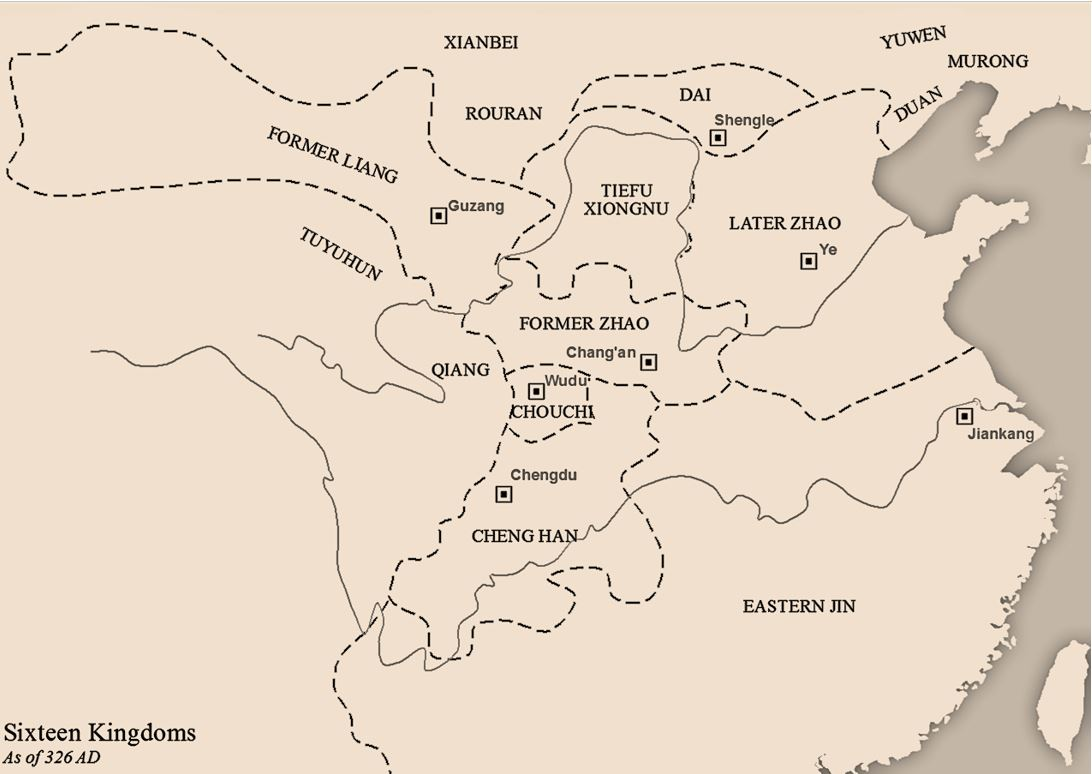
326
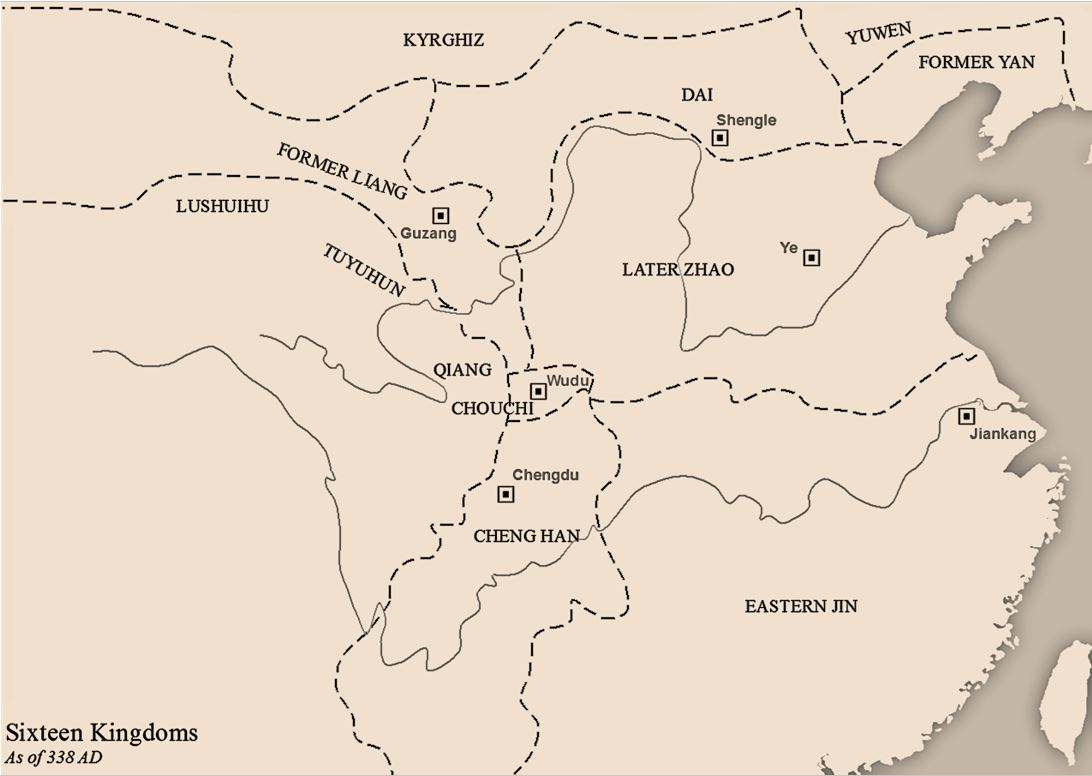
338
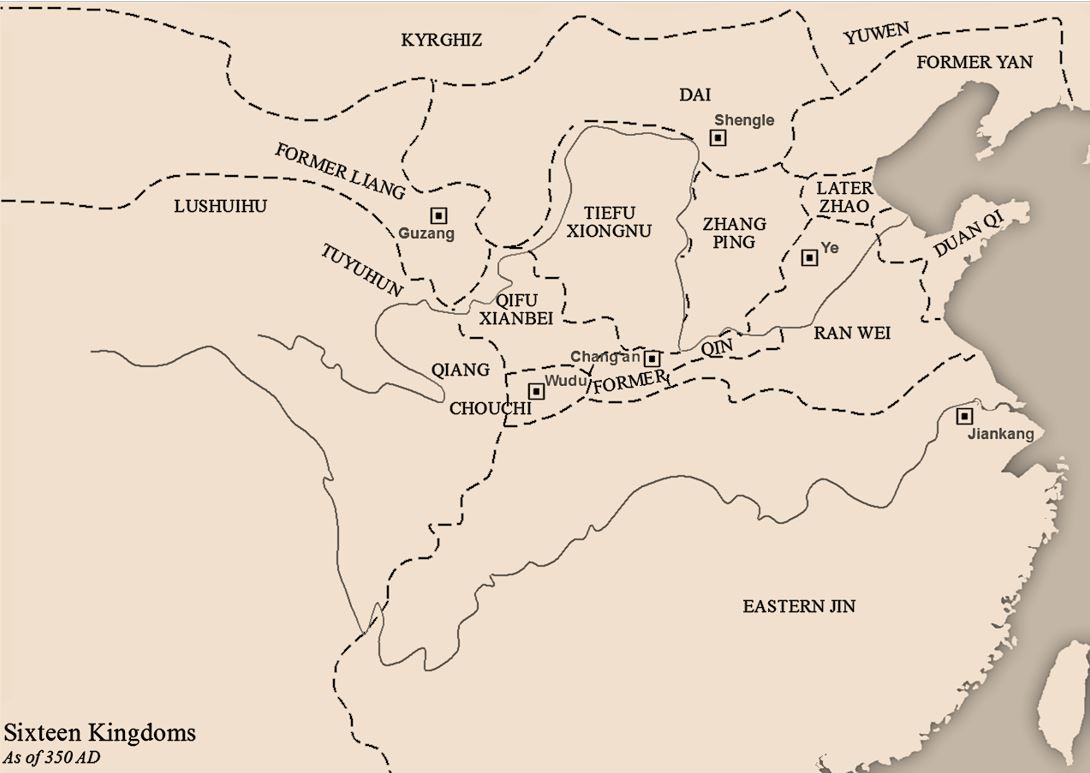
350
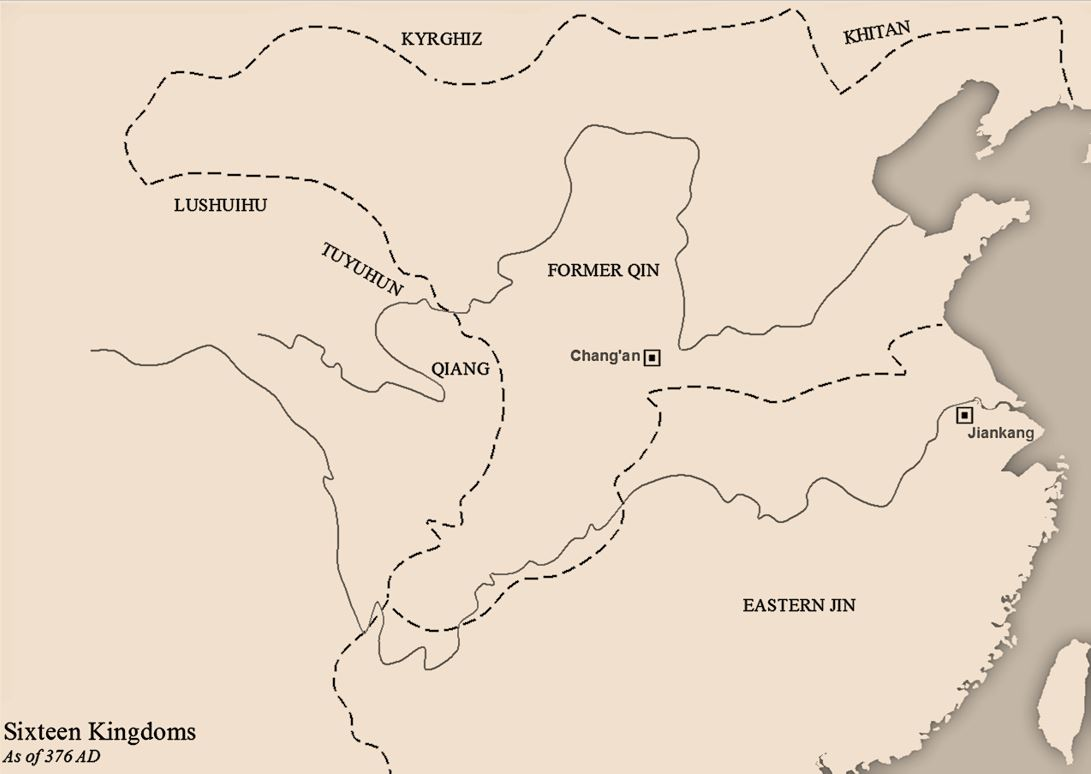
376
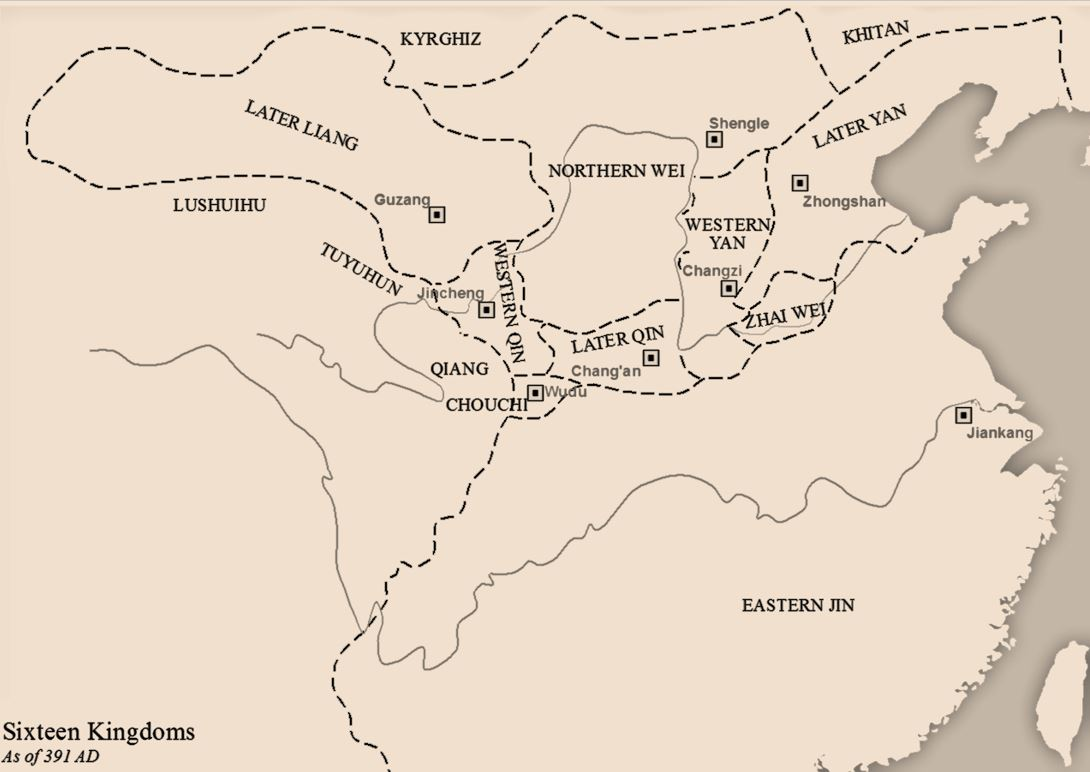
391
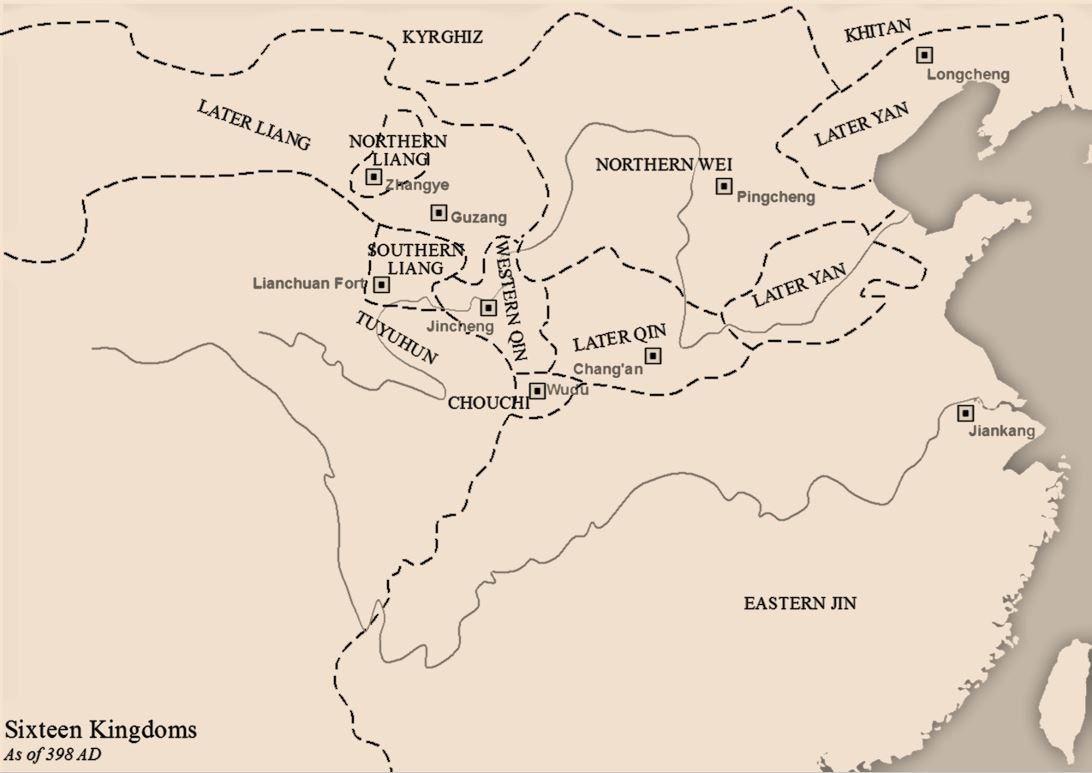
398
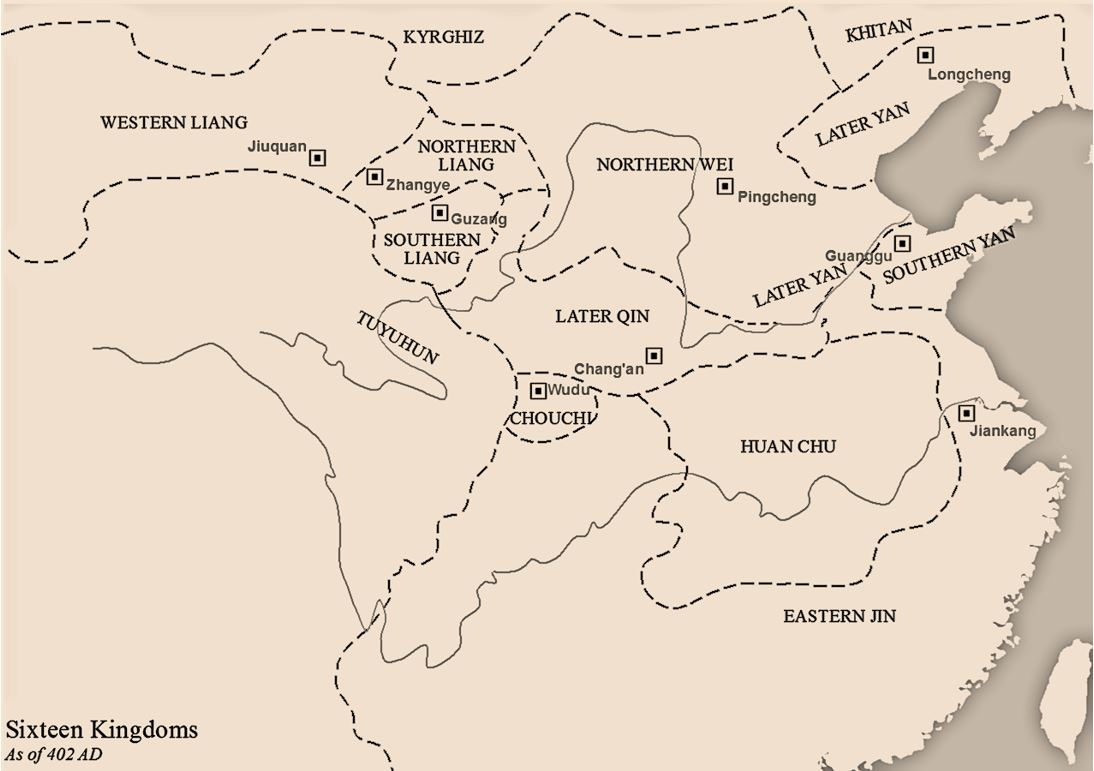
402
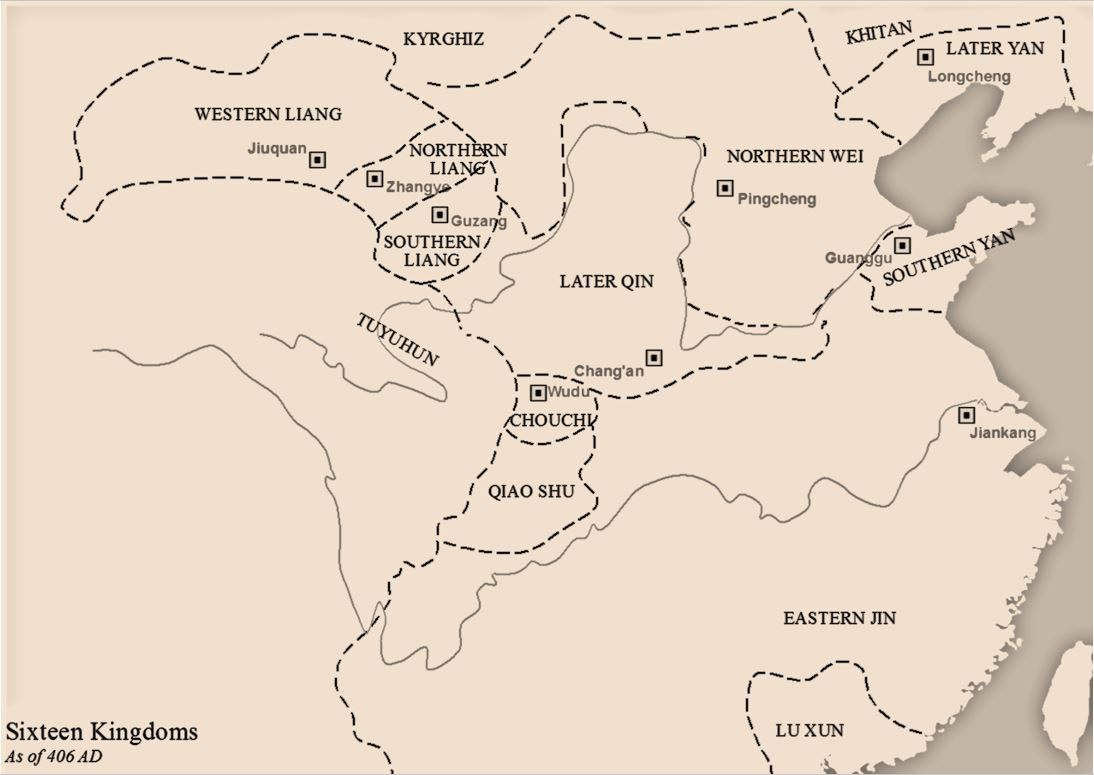
406
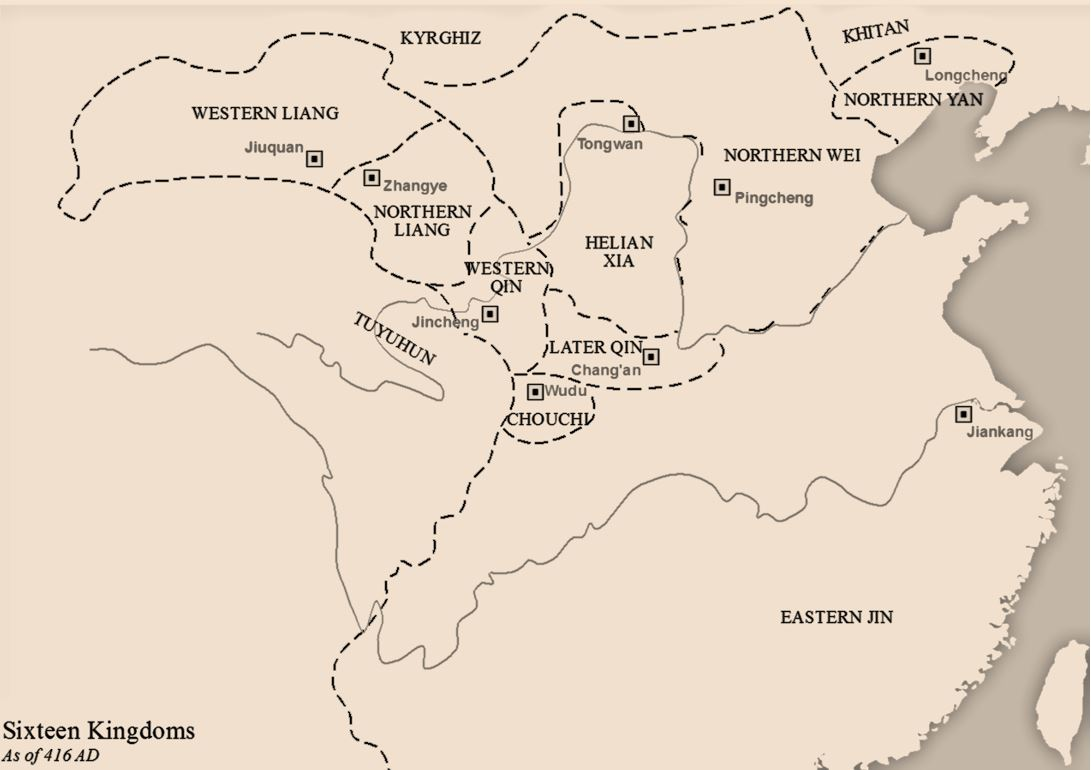
416
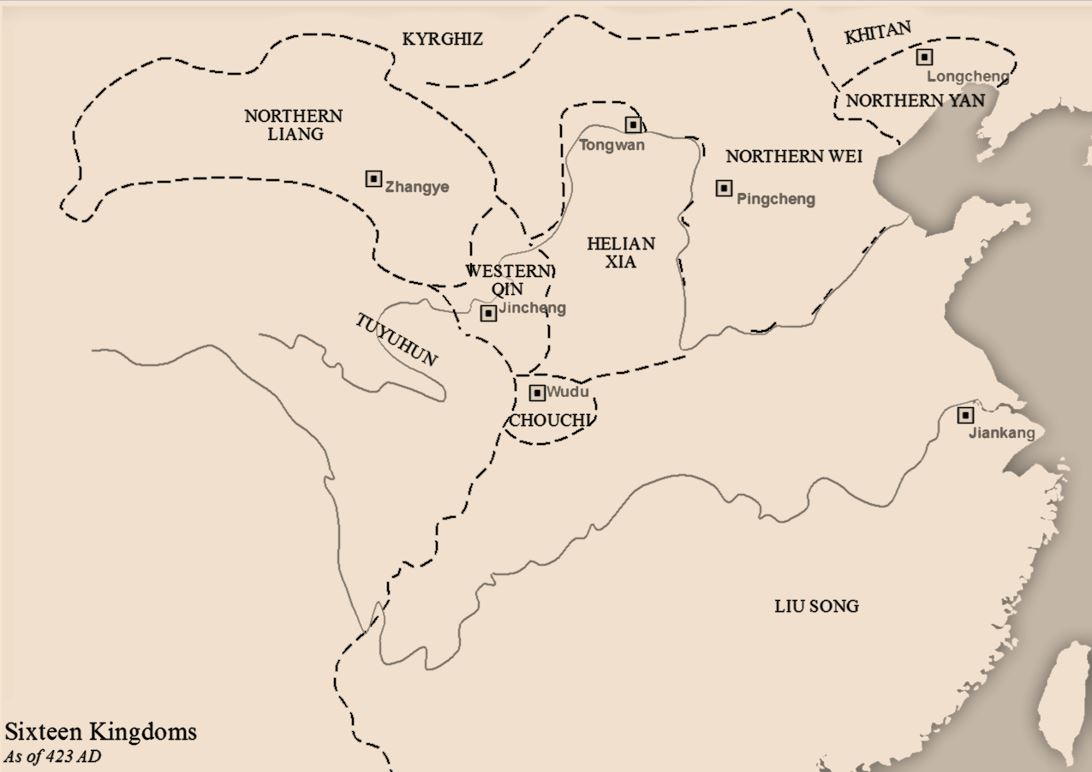
423
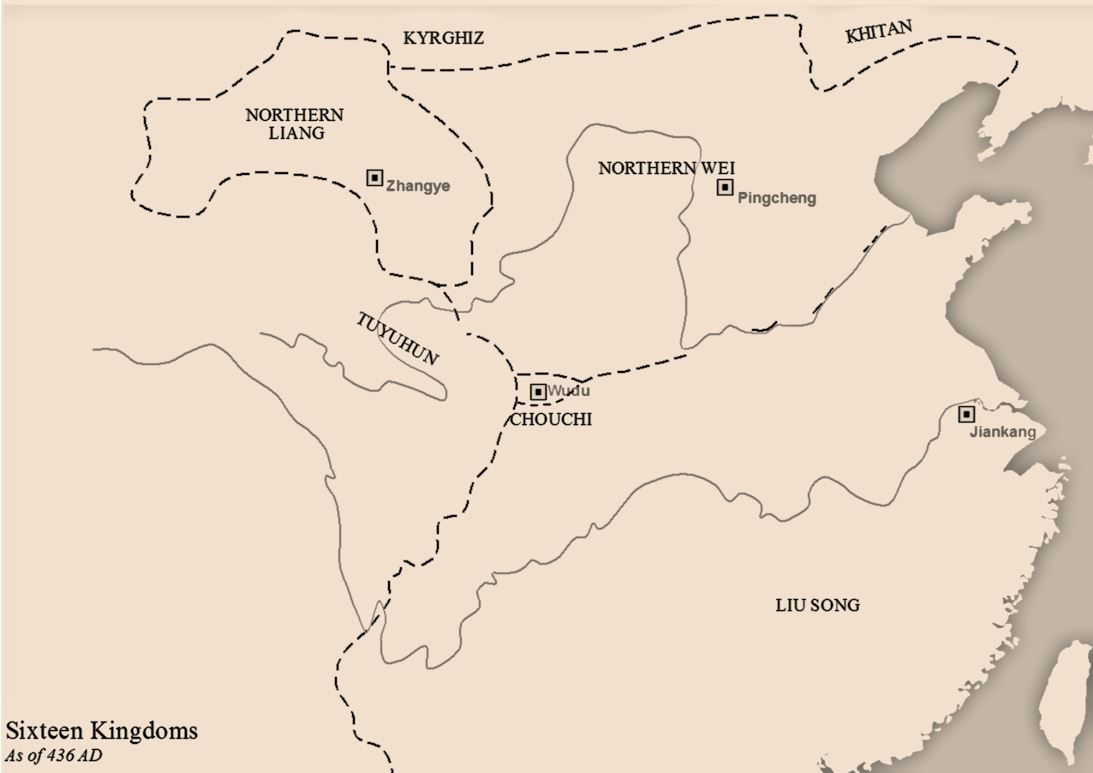
436